# 8e étape du Tour de France 1919
Pour un article plus général, voir Tour de France 1919.
La 8e étape du Tour de France 1919 s'est déroulée le dimanche 13 juillet.
Les coureurs relient Perpignan dans les Pyrénées-Orientales, à Marseille, dans les Bouches-du-Rhône, au terme d'un parcours de 370 kilomètres.
Le Français Jean Alavoine remporte sa quatrième victoire d'étape, la deuxième consécutive, tandis que son compatriote Eugène Christophe conserve la première place du classement général.

## Parcours
Les coureurs partent de Perpignan puis rejoignent Salses, Sigean, Peyriac, Narbonne, Fontrames, Béziers, Pont-de-Montagne, Fabrègues, Montpellier, Lunel, Bernis, Nîmes, Bellegarde, Arles, Auberge-de-Châtillon, Salon, Lançon, Aix-en-Provence, La Bouilladisse avant d'arriver à Marseille au parc Borély.

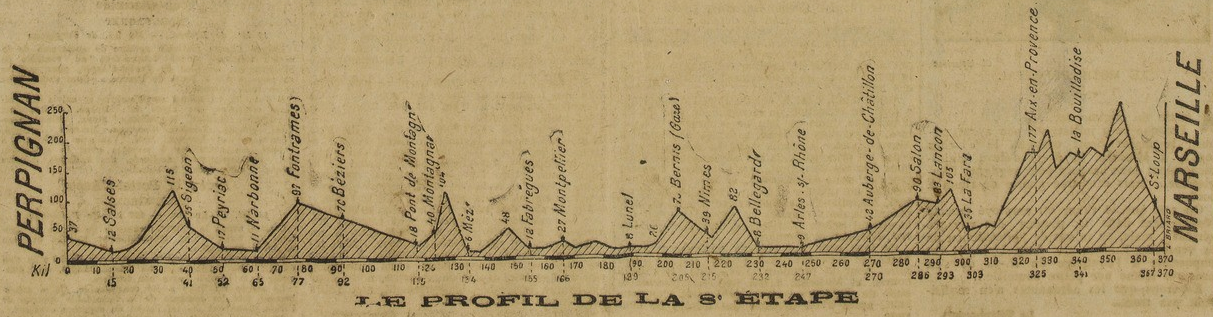
Le profil de la 8e étape paru dans L'Auto le 12 juillet 1919

## Classements

### Classement de l'étape
Treize coureurs sont classés.
Au contrôle de Montpellier, le Belge Alois Verstraeten est disqualifié pour s'être accroché à l'épaule d'un motocycliste pour se faire tracter tandis que le Français Paul Duboc a écopé d'une pénalité de 30 minutes pour avoir consommer dans un café d'Arles sans payer.
Blessé aux jambes, l'un des favoris de la course et quatrième du classement général Émile Masson senior, abandonne au contrôle de Montpellier.
| \| Classement de l'étape \| Classement de l'étape \| Classement de l'étape \| Classement de l'étape \| Classement de l'étape \| \| Coureur \| Coureur \| Pays \| Équipe \| Temps \| \| --------------------- \| --------------------- \| --------------------- \| --------------------- \| --------------------- \| \| 1er \| Jean Alavoine \| France \| Peugeot-Wolber \| 13 h 50 min 32 s \| \| 2e \| Luigi Lucotti \| Italie \| Bianchi \| + 0 s \| \| 3e \| Léon Scieur \| Belgique \| La Sportive \| + 0 s \| \| 4e \| Firmin Lambot \| Belgique \| La Sportive \| + 0 s \| \| 5e \| Eugène Christophe \| France \| \| + 0 s \| \| 6e \| Paul Duboc \| France \| \| + 0 s \| \| 7e \| Honoré Barthélémy \| France \| La Sportive \| + 7 min 50 s \| \| 8e \| Joseph Van Daele \| Belgique \| La Sportive \| + 7 min 50 s \| \| 9e \| Félix Goethals \| France \| \| + 13 min 33 s \| \| 10e \| Jules Nempon \| France \| \| + 21 min 04 s \| |                   |          |                |                  |
| |                   |          |                |                  |
| |                   |          |                |                  |
| Classement de l'étape |                   |          |                |                  |
| Coureur | Coureur           | Pays     | Équipe         | Temps            |
| 1er | Jean Alavoine     | France   | Peugeot-Wolber | 13 h 50 min 32 s |
| 2e | Luigi Lucotti     | Italie   | Bianchi        | + 0 s            |
| 3e | Léon Scieur       | Belgique | La Sportive    | + 0 s            |
| 4e | Firmin Lambot     | Belgique | La Sportive    | + 0 s            |
| 5e | Eugène Christophe | France   |                | + 0 s            |
| 6e | Paul Duboc        | France   |                | + 0 s            |
| 7e | Honoré Barthélémy | France   | La Sportive    | + 7 min 50 s     |
| 8e | Joseph Van Daele  | Belgique | La Sportive    | + 7 min 50 s     |
| 9e | Félix Goethals    | France   |                | + 13 min 33 s    |
| 10e | Jules Nempon      | France   |                | + 21 min 04 s    |

### Classement général
| \| Classement général \| Classement général \| Classement général \| Classement général \| Classement général \| \| Coureur \| Coureur \| Pays \| Équipe \| Temps \| \| ------------------ \| ------------------ \| ------------------ \| ------------------ \| ------------------ \| \| 1er \| Eugène Christophe \| France \| \| \| \| 2e \| Firmin Lambot \| Belgique \| La Sportive \| + 30 min 23 s \| \| 3e \| Jean Alavoine \| France \| Peugeot-Wolber \| + 47 min 34 s \| \| 4e \| Léon Scieur \| Belgique \| La Sportive \| + 2 h 56 min 28 s \| \| 5e \| Honoré Barthélémy \| France \| La Sportive \| + 3 h 40 min 59 s \| \| 6e \| Jules Masselis \| Belgique \| \| + \| \| 7e \| Félix Goethals \| France \| \| + \| \| 8e \| Jacques Coomans \| Belgique \| La Sportive \| + \| \| 9e \| Alfred Steux \| Belgique \| La Sportive \| + \| \| 10e \| Joseph Van Daele \| Belgique \| La Sportive \| + \| |                   |          |                |                   |
| |                   |          |                |                   |
| |                   |          |                |                   |
| Classement général |                   |          |                |                   |
| Coureur | Coureur           | Pays     | Équipe         | Temps             |
| 1er | Eugène Christophe | France   |                |                   |
| 2e | Firmin Lambot     | Belgique | La Sportive    | + 30 min 23 s     |
| 3e | Jean Alavoine     | France   | Peugeot-Wolber | + 47 min 34 s     |
| 4e | Léon Scieur       | Belgique | La Sportive    | + 2 h 56 min 28 s |
| 5e | Honoré Barthélémy | France   | La Sportive    | + 3 h 40 min 59 s |
| 6e | Jules Masselis    | Belgique |                | +                 |
| 7e | Félix Goethals    | France   |                | +                 |
| 8e | Jacques Coomans   | Belgique | La Sportive    | +                 |
| 9e | Alfred Steux      | Belgique | La Sportive    | +                 |
| 10e | Joseph Van Daele  | Belgique | La Sportive    | +                 |